# Marcel Robert Skibba
Marcel Robert Skibba (* 12. August 1986 in Stühlingen) ist ein deutscher Koch.

## Beruflicher Weg
Seine Ausbildung absolvierte Skibba von 2003 bis 2007 im Hotel-Restaurant Erbprinz in Ettlingen und im elterlichen Hotel Restaurant Adler in Bernau. Im Alter von 21 Jahren übernahm er die Leitung der Küche im Hotel Bayerischer Hof in Münnerstadt. 2009 wechselte er ins mit zwei Michelin-Sternen ausgezeichnete Restaurant Le Pavillon im Schwarzwaldhotel Dollenberg in Bad Peterstal-Griesbach, wo er in der Brigade von Martin Herrmann als Chef-Gardemanger arbeitete. Ab 2012 war er Poissonnier und Saucier in der Küchenequipe von Thomas Bühner im 3-Sterne-Restaurant la vie in Osnabrück.
2015 schloss sich Skibba dem Team von Andreas Caminada auf Schloss Schauenstein in Fürstenau an. In dem Restaurant, das seit der Ausgabe 2010 drei Sterne im Guide Michelin hält, stieg er alsbald zum Souschef auf. Zwischen Dezember 2016 und März 2021 war er während der Wintersaison als Küchenchef im Restaurant IGNIV by Andreas Caminada im Hotel Badrutt’s Palace in St. Moritz tätig.
Im Sommer arbeitete Skibba jeweils in diversen Funktionen für Caminada. Unter anderem war er in die Eröffnung des gleich neben Schloss Schauenstein gelegenen Bündner Gasthauses Casa Caminada involviert und bereiste im November 2018 im Rahmen des Projekts IGNIV on Tour Asien. Die Stationen der Tour waren Bangkok, Singapur und Kuala Lumpur. Aus dem Erfolg des Gastspiels in der thailändischen Hauptstadt ergab sich 2020 die Eröffnung des IGNIV im St. Regis Hotel Bangkok.
Während seiner Zeit in St. Moritz erhielt Skibba zahlreiche Auszeichnungen. Der Gault-Millau bewertete das IGNIV 2016 mit 16 Punkten und ab 2017 mit 17 Punkten; der Guide Michelin verlieh ihm 2017 den ersten und 2020 den zweiten Stern.
Im Herbst 2021 wurde Marcel Skibba Partner von Andreas Caminada auf Schloss Schauenstein. Er führt dort seither das 11-köpfige Küchenteam und ist zusammen mit Caminada für die Entwicklung neuer Gerichte verantwortlich. Er arbeitet schwerpunktmäßig mit alpinen und regionalen Produkten wie etwa Forellen aus dem Walensee oder Zucht-Saiblingen aus Val Lumnezia.
In Caminadas Buch „you & me“ (2021), das Rezepte aus den verschiedenen IGNIV-Restaurants enthält, ist Skibba eines der Kapitel gewidmet. Darüber hinaus war er maßgeblich an der Umsetzung weiterer Caminada-Bücher beteiligt, zuletzt an dem Fischkochbuch „Pure Tiefe“ (2023).